# Astragalus pseudoutriger
Astragalus pseudoutriger är en ärtväxtart som beskrevs av Aleksandr Alfonsovitj Grossgejm. Astragalus pseudoutriger ingår i släktet vedlar, och familjen ärtväxter. Inga underarter finns listade i Catalogue of Life.